# 포교
포교(捕校)는 조선시대 포졸(捕卒) 중 계급이 높은 포졸을 의미한다. 병사 중 서열이 높은 병사로서 오늘날 부사관과 동일한 신분의 관리이다. 복장은 구군복인 경우도 있고 포졸복처럼 흰 한복에 전포만 착용한 경우도 있다. 구군복을 착용할 경우 동다리는 녹색으로 착용해서 사또와 구분해야 한다.
주로 포졸 생활을 오래 한 사람들 중에서 포교를 선발한다. 때문에 포교는 행정보급관이나 주임원사처럼 자기가 모시는 사또보다 나이가 많은 경우도 있었다.